# Rhododendron thymifolium
Rhododendron thymifolium är en ljungväxtart som beskrevs av Carl Maximowicz. Rhododendron thymifolium ingår i släktet rododendron, och familjen ljungväxter. Inga underarter finns listade i Catalogue of Life.